# Полевской сельский совет (Харьковская область)
Полевско́й се́льский сове́т — входил до 2020 года в состав Дергачёвского района Харьковской области Украины.
Административный центр сельского совета находился в селе Двуре́чный Кут.

## История
- 1938 - получение слободой Полевой статуса посёлок городского типа.
- 1964 — дата образования, по версии ВРУ.
- После 17 июля 2020 года в рамках административно-территориальной реформы по новому делению Харьковской области[2][3] данный сельсовет и весь Дергачёвский район Харьковской области был ликвидирован; входящие в него населённые пункты и его территории были присоединены к Харьковскому району области.
- Сельсовет просуществовал 58 лет.

## Населённые пункты совета
- село Двуре́чный Кут
- посёлок Григо́рьевка[4][5][6][7][8][9][10][11][12][13][14][15]
- посёлок Ю́жный[16][17][18][19][20][21] (укр. Пивде́нне)
- пгт Полева́я